# 下館飛行場

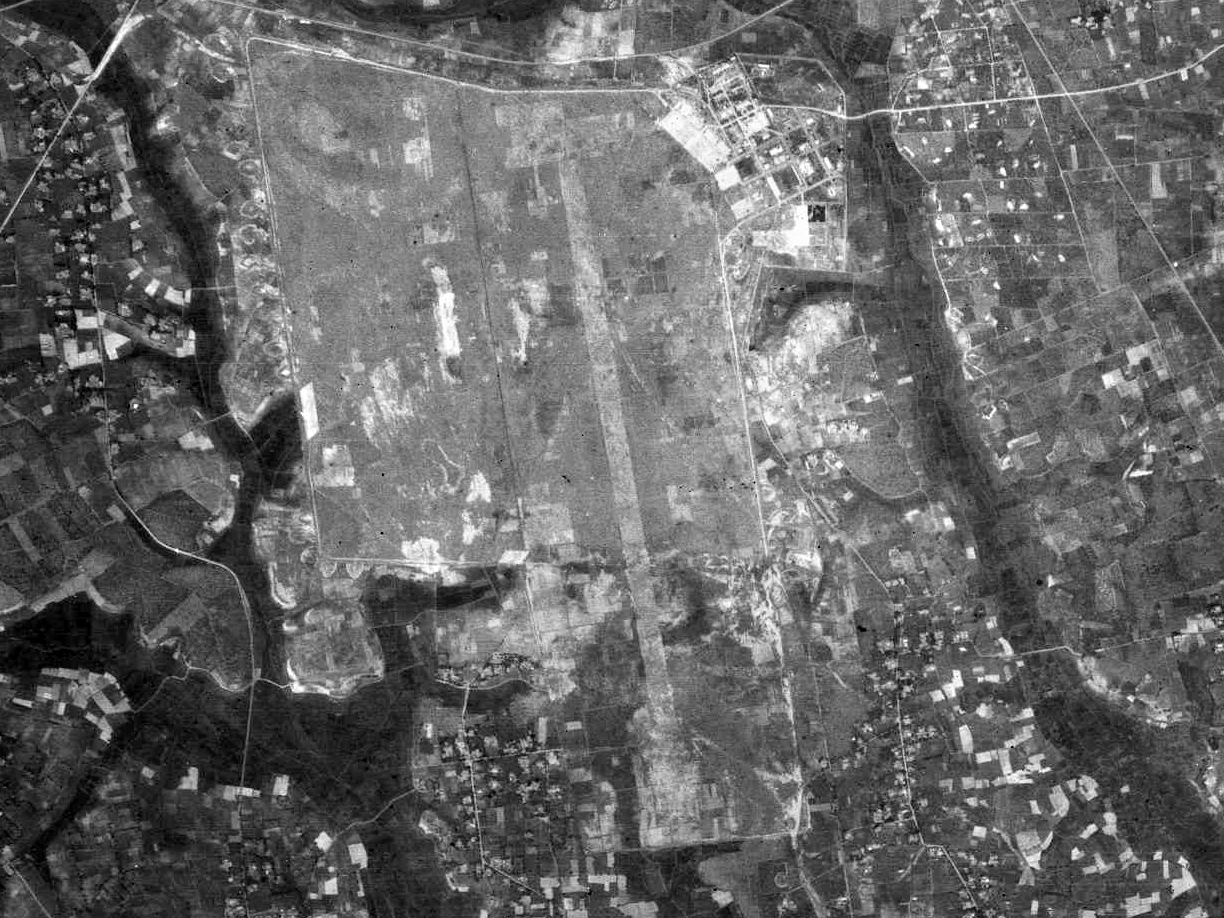
下館飛行場跡地（1946年）

下館飛行場（しもだてひこうじょう）は、現在の茨城県筑西市にあった大日本帝国陸軍の飛行場。飛行場の名称は「下館」だが、当時の旧下館町でなく、旧真壁郡黒子村、河内村に存在していた。

## 概要
- 現在は弾薬庫跡などがわずかに残る。周辺は農業地帯。
- 玉戸南交差点を南へ向かうと歩道橋があり、それ以南が旧飛行場跡地である。尚、歩道橋以南の道路が「飛行場通り」という名称で呼ばれている。
- 歩道橋から南へ約400m進むと、田園都市センターがあり、敷地内に靖空神社と開拓者記念碑がある[1]。

- 開拓者記念碑の内容

此の土地は支那事変及大東亜戦争中旧陸軍宇都宮飛行学校下館分教場跡地である
私達は戦後食糧増産の為め昭和二十一年二月政府より開拓者とし開拓を初め
幾多の困難を克服し戦後の食糧難を克服し現在の美田となった
中山喜八郎　昭和五十八年四月二十九日建
- 2012年9月16日現在、現存する掩体壕は旧飛行場南西角付近にある、無蓋掩体壕3基と（北側の土盛りが残存している）、半壊した1基である。（4基とも藪の中に存在している）

## 歴史
- 1939年（昭和14年）‐ 埼玉県の熊谷陸軍飛行学校の第六分教場として建設される
- 1941年（昭和16年）‐ 栃木県の宇都宮陸軍飛行学校の分校になる
- 1944年（昭和19年）- 迎撃基地となる
- 1945年（昭和20年）- 第57振武隊の数名が、当飛行場から「都城東飛行場」に向かい、同飛行場から同年5月25日に出撃している
  - 終戦後は入植者に農地として売却された